# Temnothorax

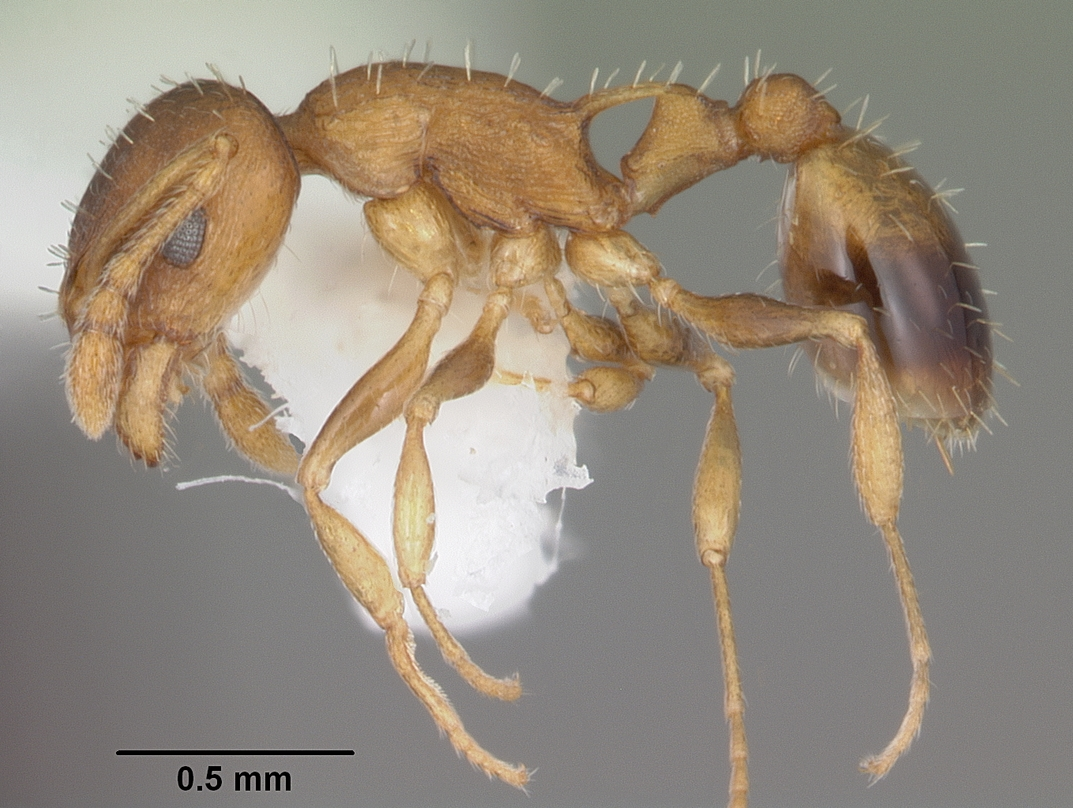
Temnothorax curvispinosus

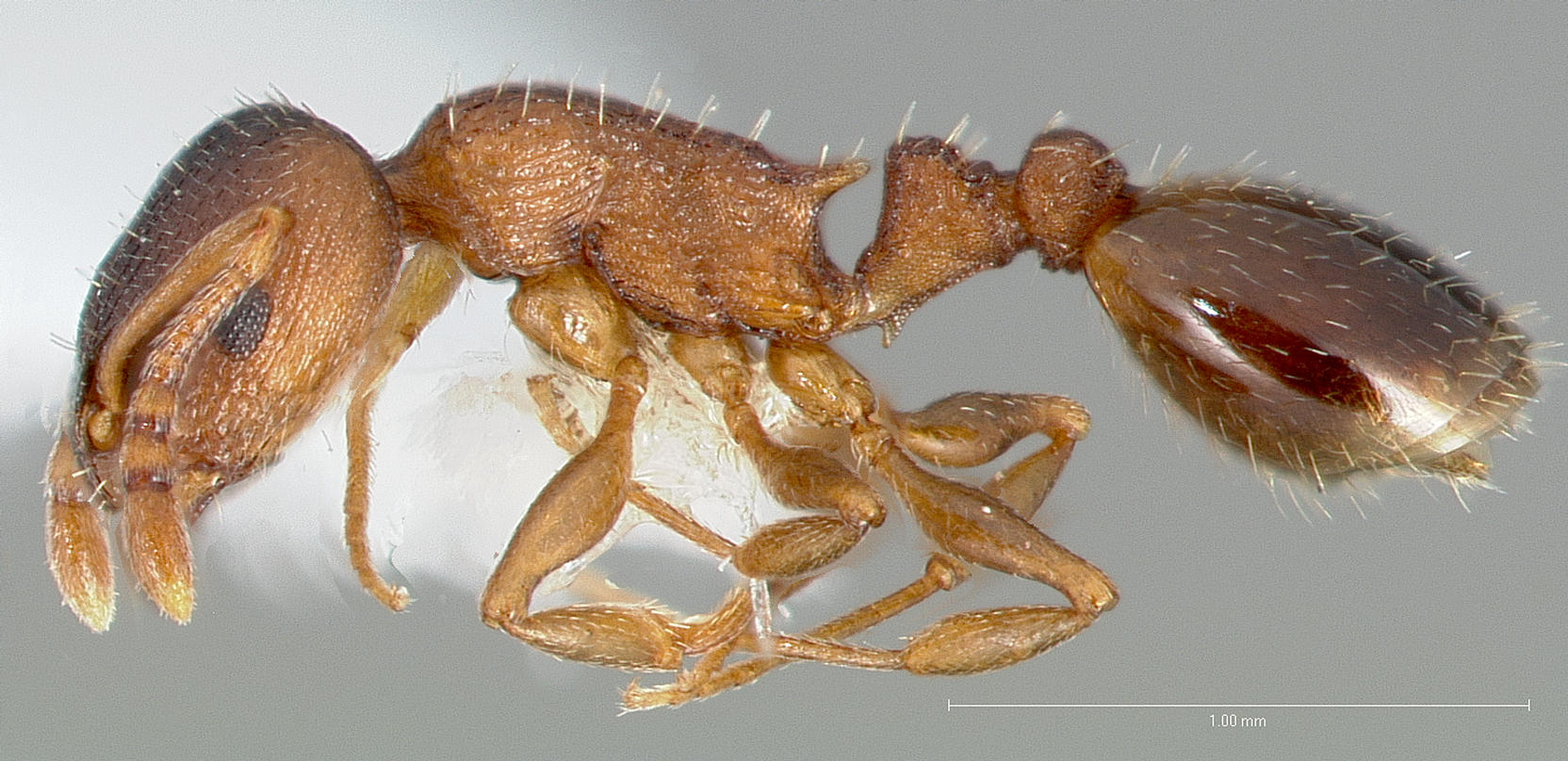
Temnothorax rugatulus

Temnothorax (лат.) — род мелких муравьёв трибы Crematogastrini из подсемейства Myrmicinae, семейства Formicidae. Около 460 видов, которые ранее включались в состав рода Leptothorax.

## Распространение
Всемирное, главным образом Голарктика. Большинство видов представлено в Палеарктике (около 180) и Неарктике (около 120), в Афротропике и Ориентальной области около 15 видов. В Европе около 100 видов. В фауне России 34 вида.

## Описание

### Внешнее строение
Мелкие желтовато-бурые муравьи (1—3 мм). Сходны с родом Leptothorax, от которого отличаются следующими признаками: развит срединный киль наличника; усики рабочих и самок 12-члениковые (редко 11—члениковые), а у самцов из 13 сегментов (редко из 11), булава усиков самцов 3-члениковая; скапус усиков самцов сравнительно длинный; жвалы самцов с несколькими зубцами.
Проподеальные шипики на заднегруди развиты. Стебелёк между грудкой и брюшком состоит из двух члеников: петиолюса и постпетиолюса (последний чётко отделён от брюшка), жало развито, куколки голые (без кокона).

### Биология и экология
Скрытные и неприметные муравьи. Предпочитают древесные условия обитания (древесные полости, в старых галереях жуков или термитов или в галлах), но могут гнездится в почве, расщелинах и трещинах камней, в гнилых орехах и желудях, подстилке, подлеске и так далее. Живут в очень разнообразных местах обитания — от холодных лесов в лесотундровой зоне и тайги до сухих степей или даже полупустынь.
Колонии, как правило, довольно маленькие, часто с количеством рабочих менее 100 в гнезде. Диета и особенности фуражировки этих муравьев в основном неизвестны, но предположительно они трофические универсалы-генералисты, сборщики. В нескольких исследованиях были зарегистрированы случаи собирания семян и потребления элайосом (Espadaler 1997, Fokuhl et al. 2012).
Колонии, как правило, моногинны, хотя факультативная полигиния была зарегистрирована у нескольких видов. Однако несколько исследований показали, что колонии некоторых видов широко рассредоточены и имеют от нескольких до многих спутниковых гнезд. Ни один из них не был зарегистрирован как активный или агрессивный хищник.

### Социальное поведение
Коммуникация между муравьями Temnothorax не зависит от запаховых сигналов, связанных с субстратом, но определённую роль во время эмиграции имеют визуальные навигационные сигналы. Во время экспериментов с Temnothorax curvispinosus новое гнездо было повернуто на 60 градусов вокруг старого гнезда, чтобы сохранить визуальные сигналы, но исключить запаховые сигналы. Затем наблюдали за степенью успеха муравьёв в возвращении в старое гнездо. Когда запаховые сигналы были заблокированы, а визуальные сигналы — нет, у муравьёв не было проблем с поиском старого гнезда. При удалении как запаховых, так и визуальных сигналов, муравьи продемонстрировали дезориентированное поведение при поиске старого гнезда. Наконец, в исследовании наблюдали за муравьями, когда были заблокированы визуальные сигналы, но не запаховые сигналы. Но когда визуальные сигналы были заблокированы и муравей мог использовать только запаховые сигналы для навигации, муравьи продолжали демонстрировать дезориентированное поведение и не только не могли найти старое гнездо, но и шли в противоположном от него направлении. Это привело исследование к выводу, что среди Temnothorax вид Temnothorax curvispinosus полагается на визуальные сигналы, а не на запахи, и теперь предполагается, что запахи просто используются для обозначения территории.
В смешанных колониях Temnothorax (состоящих из двух видов) маткам не удавалось полностью подавить размножение рабочих (откладку ими неоплодотворённых яиц, из которых выводятся только самцы). В колониях, состоящих из одного вида, матка смогла подавить репродукцию самцов рабочими. Возможно, химические профили кутикулярных углеводородов различались у маток отдельных видов. Однако, поскольку королевы всё ещё могли несколько подавлять размножение рабочих, это подтверждает гипотезу о том, что королевы используют феромонны, чтобы манипулировать репродукцией самцов рабочими.
В лабораторных исследованиях, проведённых с небольшими (состоящими из 200—400 особей) и большими колониями (состоящими из 500—700 особей) с примерно менее чем 1100 индивидуально помеченными рабочими муравьями, были выяснены насколько активны или неактивны они в выполнении определённых гнездовых задач в процессе эмиграции из старого гнезда в новое: разведка, транспортировка расплода, транспортировка взрослых особей, сбор пищи (которые были разделены на сбор мёртвых мух дрозофил и сбор меда), сбор песчаных материалов для строительства стен и фактическая задача строительства стен. Было замечено, что между размерами больших и малых колоний соотношение активной и неактивной работы было постоянным, при этом в более крупных колониях соотношение активных рабочих было немного выше, но недостаточно, чтобы быть статистически значимым. Было также замечено, что среди активных и неактивных рабочих постоянно было менее 25 % и никогда не более 50 % активных рабочих. Возможно, неактивные рабочие выполняли задачи, за которыми не наблюдали. Специализация задач также не определялась размером колонии. Однако для активных рабочих было показано, что существует диспропорция в скорости, с которой активные рабочие выполняют задачи, при этом обычно несколько особей выполняют больше работы, чем другие активные рабочие. Эти соотношения также были постоянными во времена, когда для завершения эмиграции в новое гнездо требовалась либо высокая, либо низкая фаза активности.

## Палеонтология
Известно 7 ископаемых видов из эоценовых балтийского, биттерфельдского и ровенского янтарей, а также из миоценового доминиканского янтаря.
- †Temnothorax glaesarius (Wheeler, W.M., 1915)[15]
- †Temnothorax gracilis (Mayr, 1868)[16]
- †Temnothorax hystriculus (Wheeler, W.M., 1915)[15]
- †Temnothorax longaevus (Wheeler, W.M., 1915)[15]
- †Temnothorax petiolatus[16]
- †Temnothorax placivus (Wheeler, W.M., 1915)[15]
- †Temnothorax praecreolus (De Andrade, 1992) (доминиканский янтарь)[17]

## Систематика
Крупнейший род муравьёв Палеарктики. Род относится к трибе Crematogastrini (подсемейство Myrmicinae) и ранее входил в качестве подрода в состав рода Leptothorax в широкой его трактовке. Выключает около 460 видов.
В 2003 году Болтон (Bolton, 2003) вывел Temnothorax из синонимии с родом Leptothorax и переместил в него почти все североамериканские виды из Leptothorax. Большинство североамериканских видов, помещенных в настоящее время в Temnothorax ранее были включены в подрод Myrafant M. R. Smith 1950, а некоторые были членами подродов Dichothorax Emery 1895 и Macromischa Roger 1863. Все эти таксоны трактуются в качестве синонимов Temnothorax.
Недавние молекулярно-филогенетические исследования показывают, что роды Chalepoxenus, Myrmoxenus и Protomognathus на кладограммах входят в состав Temnothorax и что последний отличается от филогенетически более отдаленных от него родов Formicoxenus, Leptothorax и Harpagoxenus. Виды этих родов-«спутников» живут как социальные паразиты в гнездах других видов Temnothorax (Buschinger 2009).

### Группы видов
Выделяют несколько видовых групп (с учётом Leptothorax):
- Leptothorax acervorum species group[9]
  - L. acervorum, Leptothorax muscorum
- Temnothorax affinis species group (Radchenko 1995b)[25]
  - T. affinis
- Temnothorax alinae species group[25]
  - T. alinae
- Temnothorax angustulus species group[4]
  - T. angustulus, T. dessyi, T. solidinodus
- Temnothorax anodontoides species group
  - T. anodontoides
- Temnothorax aveli species group
  - T. brackoi, T. messiniaensis, T. turcicus, T. tauricus
- Temnothorax bulgaricus species group[9]
  - T. bulgaricus, T. fumosus, T. janushevi, T. kirgisikus, T. melleus, T. nadigi, T. oxianus, T. pallidus, T. pamiricus, T. satunini, T. shelkovnikovi'
- Temnothorax clypeatus species group[25]
  - T. clypeatus
- Temnothorax congruus species group[26]
  - T. alpinus, T. congruus, T. kurilensis, T. serviculus, T. spinosior, T. taivanensis, T. tesquorum, T. tianschanicus, T. werneri
- Temnothorax corticalis species group[25]
  -  T. corticalis, T. archangelskiji, T. jailensis, T. sevanensis, T. tianschanicus
- Temnothorax exilis species group[27]
  - T. exilis
- Temnothorax flavicornis species group (11-члениковые усики)
  - T. flavicornis
- Temnothorax graecus species group
  - T. aeolius, T. graecus, T. smyrnensis
- Temnothorax interruptus species group[28]
  - T. morea, T. strymonensis
- Temnothorax kemali species group
  - T. kemali
- Temnothorax korbi species group[29]
  - T. korbi
- Temnothorax laurae species group (Африка)[4]
  - T. laurae, T. brevidentis, T. cenatus, T. megalops, T. mpala, T. rufus
- Temnothorax longispinosus species group
  - T.  ambiguus (Emery, 1895)
  - T. caryaluteus Prebus et al., 2024[30]
  - T.  curvispinosus (Mayr, 1866)
  - T.  duloticus (Wesson, 1937) (соцпаразит)
  - T. longispinosus (Roger, 1863)
  - T. minutissimus (Smith, 1942) (соцпаразит)
  - T. pilagens Seifert et al., 2014 (соцпаразит)[31]
  - T. tuscaloosae (Wilson, 1951)
- Temnothorax luteus species group[32]
  - T. luteus, T. racovitzai, T. apenninicus Csősz, Schifani, Seifert, Alicata & Prebus, 2024[33]
- Temnothorax nadigi species group[6]
  - T. nadigi, T. anodonta, T. anodontoides, T. iranicus, T. dlusskyi
- Temnothorax nassonovi species group[29]
  - T. nassonovi, T. volgensis
- Temnothorax nylanderi species group[29][34]
  - T. angulinodis, T. angustifrons, T. ariadnae, T. brauneri, T. crasecundus, T. crassispinus, T. helenae, T. laconicus, T. lichtensteini, T. lucidus, T. nylanderi, T. parvulus, T. sordidulus, T. steinbergi, T. subtilis, T. tergestinus, T. triangularis. Комплекс T. sordidulus: T. ibericus (Menozzi, 1922), T. platycephalus (Espadaler, 1997), T. estel González 2021[35]
- Temnothorax recedens species group[36]
  - T. antigoni, T. recedens, T. rogeri, T. solerii
- Temnothorax rottenbergi species group[37]
  - T. rottenbergi, T. semiruber
- Temnothorax singularis species group[25]
  - T. singularis
- Temnothorax susamyri species group[29]
  - T. arpini, T. jailensis, T. leoni, T. susamyri
- Temnothorax tuberum species group[25]
  - T. kaszabi, T. knipovitshi, T. melanocephalus, T. mongolicus, T. nigriceps, T. tembotovi, T. tuberum, T. unifasciatus

### КладаTemnothorax salvini
- Клада объединяет 18 американских видовых групп (частично Macromischa и Myrafant): acuminatus, acutispinosus, altinodus, annexus, augusti, casanovai, fuscatus, goniops, misomoschus, pastinifer, pergandei, pilicornis, pulchellus, rugosus, salvini, subditivus, tenuisculptus, terrigena[18]
  - T. albispinus, T. androsanus, T. annexus, T. augusti, T. aztecus, T. ciferrii, T. flavidulus, T. fuscatus, T. goniops, T. huehuetenangoi, T. ixili, T. leucacanthus, T. longicaulis, T. nigricans, T. ocarinae, T. pastinifer, T. pergandei, T. politus, T. pulchellus, T. rugosus, T. salvini, T. schwarzi, T. skwarrae, T. subditivus, T. tenuisculptus, T. terricola, T. terrigena, T. torrei.
  - Дополнения (2021): T. achii, T. acuminatus, T. acutispinosus, T. agavicola, T. altinodus, T. arbustus, T. aureus, T. aztecoides, T. bahoruco, T. balaclava, T. balnearius, T. bison, T. casanovai, T. fortispinosus, T. harlequina, T. hippolytus, T. laticrus, T. leucacanthoides, T. longinoi, T. magnabulla, T. misomoschus, T. nebliselva, T. obtusigaster, T. paraztecus, T. parralensis, T. parvidentatus, T. pilicornis, T. quercicola, T. quetzal, T. rutabulafer, T. terraztecus, T. tuxtlanus, T. wettereri, T. wilsoni, T. xincai.

### Список видов
Виды Евразии:
- Temnothorax affinis (Mayr, 1855)
- Temnothorax alinae (Radtschenko, 1994)[38]
- Temnothorax albipennis (Curtis, 1854)
- Temnothorax angulinodis Csösz, Heinze & Mikó, 2015
- Temnothorax angustifrons Csösz, Heinze & Mikó, 2015
- Temnothorax apenninicus Csősz, Schifani, Seifert, Alicata & Prebus, 2024[33]
- Temnothorax arabicus Sharaf & Akbar, 2017
- Temnothorax ariadnae Csösz, Heinze & Mikó, 2015
- Temnothorax arnoldii Radchenko, Yusupov et Fedoseeva, 2015[6]
- Temnothorax artvinensis Seifert, 2006
- Temnothorax buddha Subedi, Budha et Yusupov, 2023[39]
- Temnothorax crasecundus Seifert & Csősz, 2015
- Temnothorax crassispinus (Karavaiev, 1926)
- Temnothorax clypeatus (Mayr, 1853)
- Temnothorax congruus (F. Smith, 1874)
- Temnothorax corticalis (Schenck, 1852)
- Temnothorax cuneinodis Radchenko, 2004
- Temnothorax dlusskyi Radchenko, Yusupov et Fedoseeva, 2015[6]
- Temnothorax eburneipes (Wheeler, 1927)
- Temnothorax elmenshawyi Sharaf, Wachkoo, Hita Garcia, 2019
- Temnothorax flavicornis (Emery, 1870)
- Temnothorax helenae Csösz, Heinze & Mikó, 2015
- Temnothorax iranicus (Radtschenko, 1994)[38]
- Temnothorax jailensis (Arnol’di, 1977)
- Temnothorax janushevi (Radtschenko, 1994)[38]
- Temnothorax kaszabi (Pisarski, 1969)
- Temnothorax kathmanduensis Subedi, Budha et Yusupov, 2023[39]
- Temnothorax knipovitshi (Karavaiev, 1916)
- Temnothorax kurilensis (Radchenko, 1994)[38]
- Temnothorax laconicus Csősz, Seifert et al., 2013
- Temnothorax lichtensteini (Bondroit, 1918)
- Temnothorax liviae (Agosti & Collingwood, 2011)
- Temnothorax lucidus Csösz, Heinze & Mikó, 2015
- Temnothorax marae Alicata, Schifani & Prebus, 2022[37]
- Temnothorax megalops (Hamann & Klemm, 1967)
- Temnothorax michali Radchenko, 2004
- Temnothorax minutissimus (Smith M.R., 1942)
- Temnothorax mongolicus (Pisarski, 1969)
- Temnothorax nassonovi (Ruzsky, 1895)
- Temnothorax nylanderi (Foerster, 1850)
- Temnothorax parvulus (Schenck, 1852)
- Temnothorax pathibharaensis Subedi, Budha et Yusupov, 2023[39]
- Temnothorax pilagens Seifert et al., 2014
- Temnothorax pisarskii Radchenko, 2004
- Temnothorax poldii Alicata, Schifani & Prebus, 2022[37]
- Temnothorax recedens (Nylander, 1856)typus
- Temnothorax rugatulus (Emery, 1895)
- Temnothorax saudiae (Collingwood & Agosti, 1996)
- Temnothorax similis Csösz, Heinze & Mikó, 2015
- Temnothorax singularis (Radtschenko, 1994)[38]
- Temnothorax schoedli Seifert, 2006
- Temnothorax sordidulus (Müller, 1923)
- Temnothorax spinosior (Forel, 1901)
- Temnothorax subtilis Csösz, Heinze & Mikó, 2015
- Temnothorax taivanensis (Wheeler, 1929)
- Temnothorax tauricus (Ruzsky, 1902)
- Temnothorax tembotovi Radchenko, Yusupov et Fedoseeva, 2015[6]
- Temnothorax tergestinus (Finzi, 1928)
- Temnothorax tuberum (Fabricius, 1775)
- Temnothorax unifasciatus (Latreille, 1798)
- Temnothorax vivianoi Schifani, Alicata & Prebus, 2022[37]
- Temnothorax volgensis (Ruzsky, 1905)
- Temnothorax werneri (Radtschenko, 1994)[38]
- Temnothorax wui (Wheeler, 1929)
- Temnothorax xanthos Radchenko, 2004

Виды Афротропики:
- Temnothorax brevidentis Prebus, 2015
- Temnothorax cenatus (Bolton, 1982)
- Temnothorax megalops (Hamann & Klemm, 1967)
- Temnothorax mpala Prebus, 2015
- Temnothorax rufus Prebus, 2015
- Temnothorax solidinodus Prebus, 2015

Новые виды Калифорнии:
- T. anaphalantus Snelling, Borowiec & Prebus, 2014
- T. arboreus Snelling, Borowiec & Prebus, 2014
- T. caguatan Snelling, Borowiec & Prebus, 2014
- T. morongo Snelling, Borowiec & Prebus, 2014
- T. myrmiciformis Snelling, Borowiec & Prebus, 2014
- T. nuwuvi Snelling, Borowiec & Prebus, 2014
- T. paiute SnelSnelling, Borowiec & Prebusling, 2014
- T. pseudandrei Snelling, Borowiec & Prebus, 2014
- T. quasimodo Snelling, Borowiec & Prebus, 2014
- T. wardi Snelling, Borowiec & Prebus, 2014

Кипр. В 2024 году обнаружено 12 видов рода, включая 8 новых для науки: T. akrotiriensis, T. apolloni, T. cerastarum, T. evagorae, T. hippomenesi, T. kykkos, T. nikoklesi и T. oreades.

### Китай
Китай. В 2024 году там отмечено 62 вида, включая 28 новых для науки видов: T. bailu, T. chun, T. chunfen, T. chushu, T. dahan, T. dashu, T. daxue, T. dong, T. dongzhi, T. guyu, T. hanlu, T. jingzhe, T. lichun, T. lidong, T. liqiu, T. lixia, T. mangzhong, T. qingming, T. qiu, T. qiufen, T. shuangjiang, T. xia, T. xiaohan, T. xiaoman, T. xiaoshu, T. xiaoxue, T. xiazhi, T. yushui Qian et Xu, 2024. T. barrettoi Hamer & Guénard и T. haveni Lee, Hamer & Guénard, T. angulohumerus, T. leyeensis, T. maoerensis, T. orchidus, T. ruginosus, T. shannxiensis, T. striatus, T. zhejiangensis Zhou, Huang, Yu & Liu, 2010.

### Синонимы
С Temnothorax были синонимизированы несколько социально-паразитических родов муравьёв (Chalepoxenus, Epimyrma, Protomognathus и другие), что вызвало дискуссию среди специалистов.
Род Myrmoxenus (включая его младшие синонимы Epimyrma и Myrmetaerus) был синонимизирован под Temnothorax в работе американских мирмекологов Ward et al. (2015), но эти изменения не были признаны в работе европейских коллег Heinze et al. (2015).
Antillaemyrmex Mann, 1920

Chalepoxenus Menozzi, 1923

Croesomyrmex Mann, 1920

Dichothorax Emery, 1895

Epimyrma Emery, 1915

Icothorax Hamann & Klemm, 1967

Leonomyrma Arnol’di, 1968

Macromischa Roger, 1863

Myrafant Smith, M.R., 1950

Myrmammophilus Menozzi, 1925

Myrmetaerus Soudek, 1925

Myrmoxenus Ruzsky, 1902

Protomognathus Wheeler, W.M., 1905